# Związek Zawodowy Maszynistów Kolejowych w Polsce

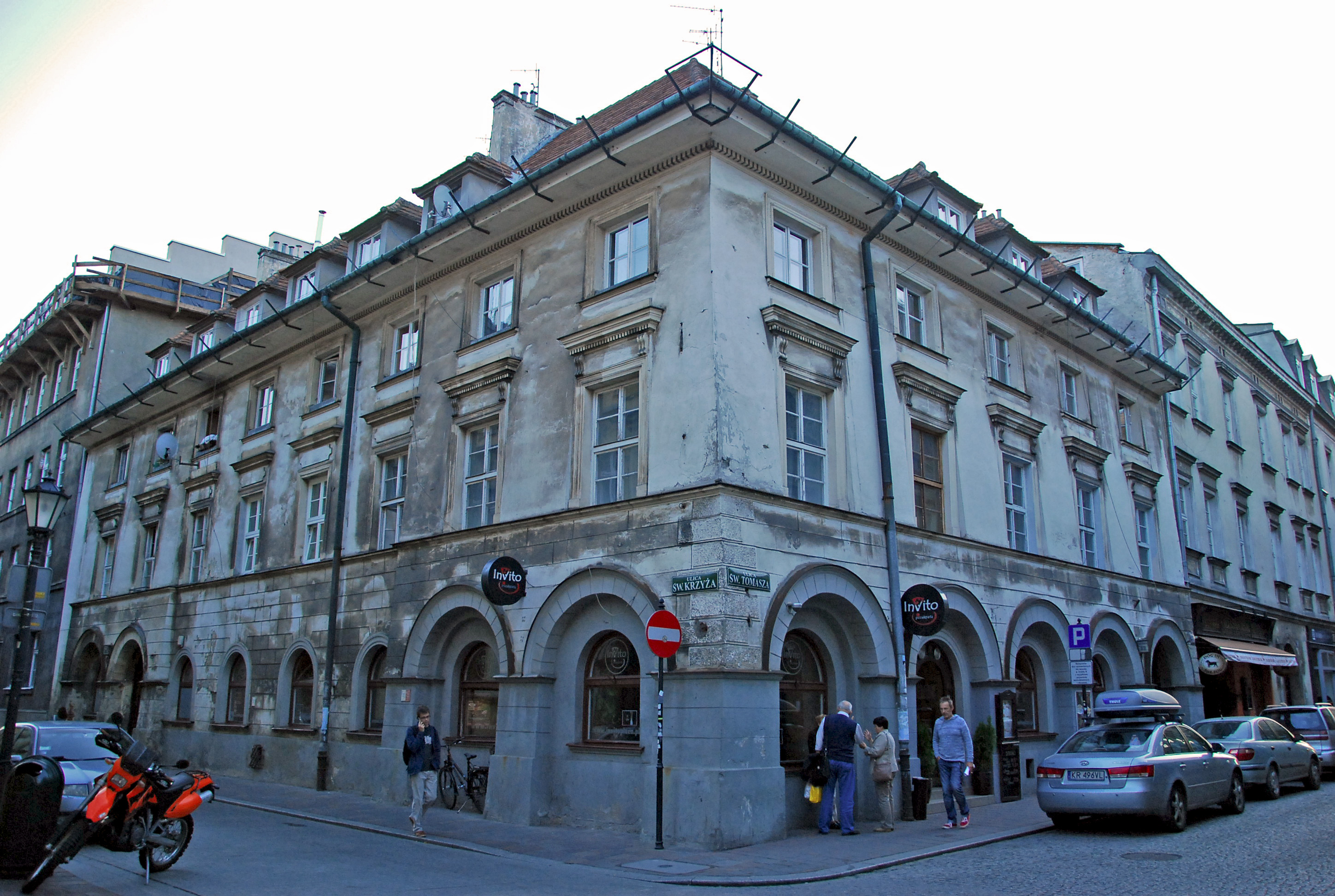
I siedziba ZZM w Krakowie przy ul. św. Tomasza 33 (1919-1921)

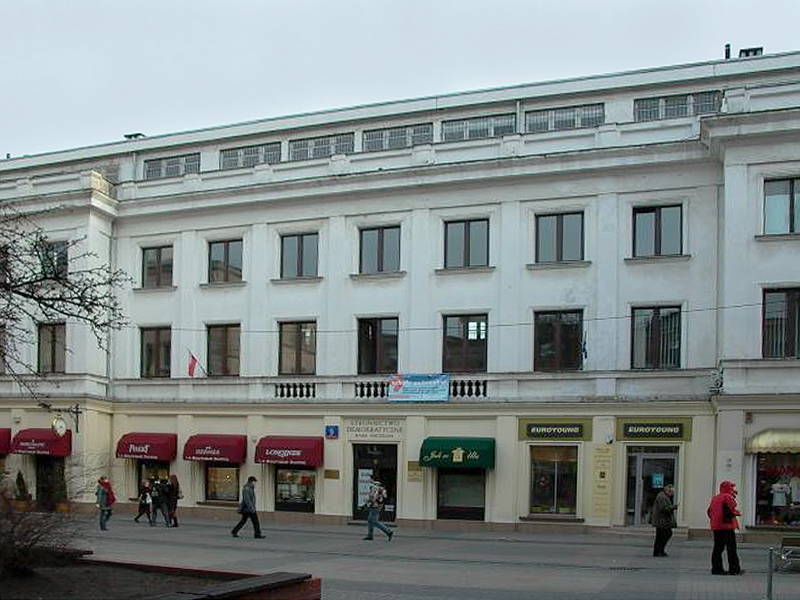
Dawna siedziba Związku Zawodowego Maszynistów Kolejowych przy ul. Chmielnej (1926-1939), obecna siedziba Stronnictwa Demokratycznego

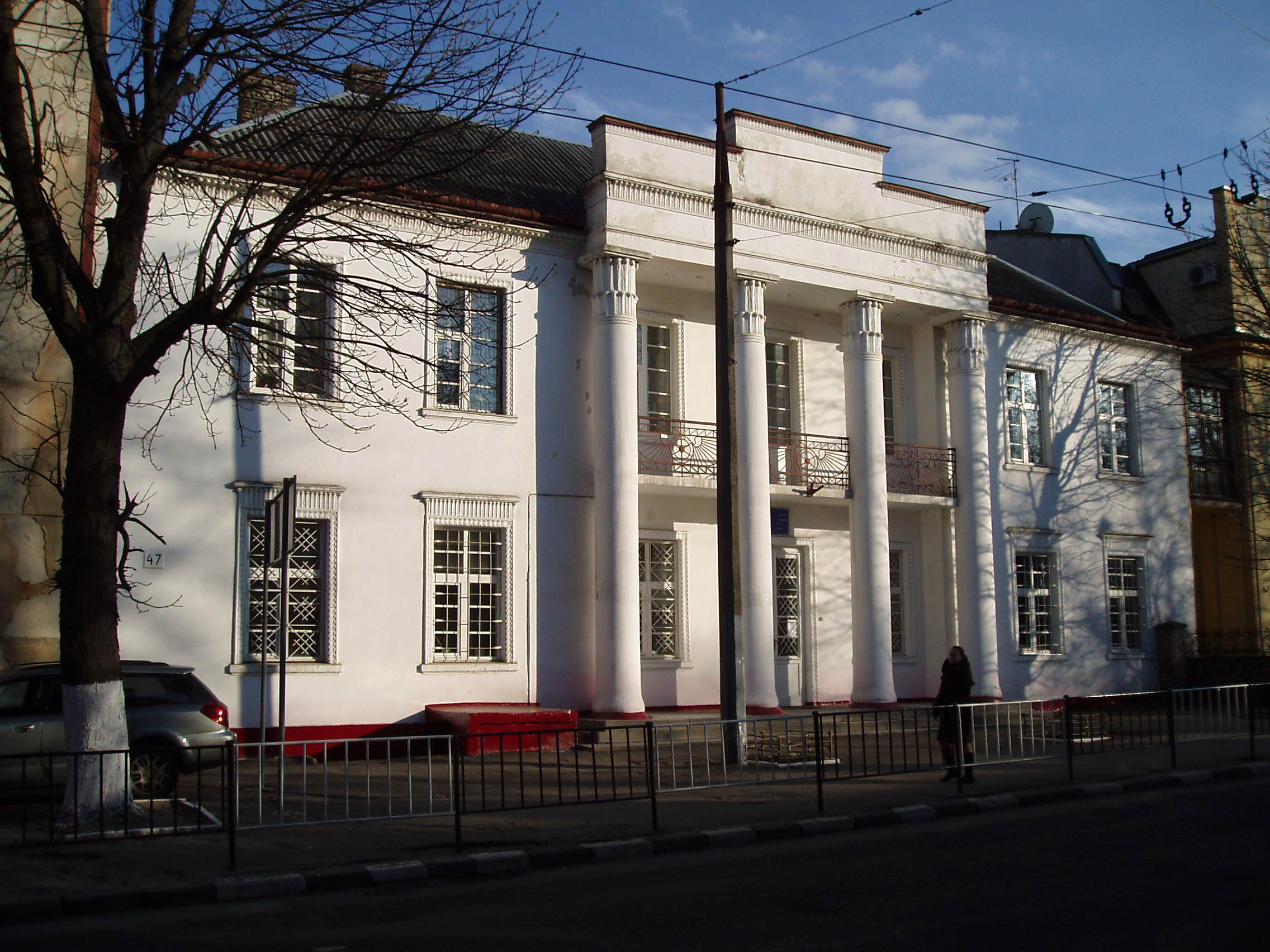
Dawna siedziba ZZM we Lwowie przy ul. Zadwórzańskiej 47, obecnie ul. Antonowycza (вул. Антоновича) (1929-)

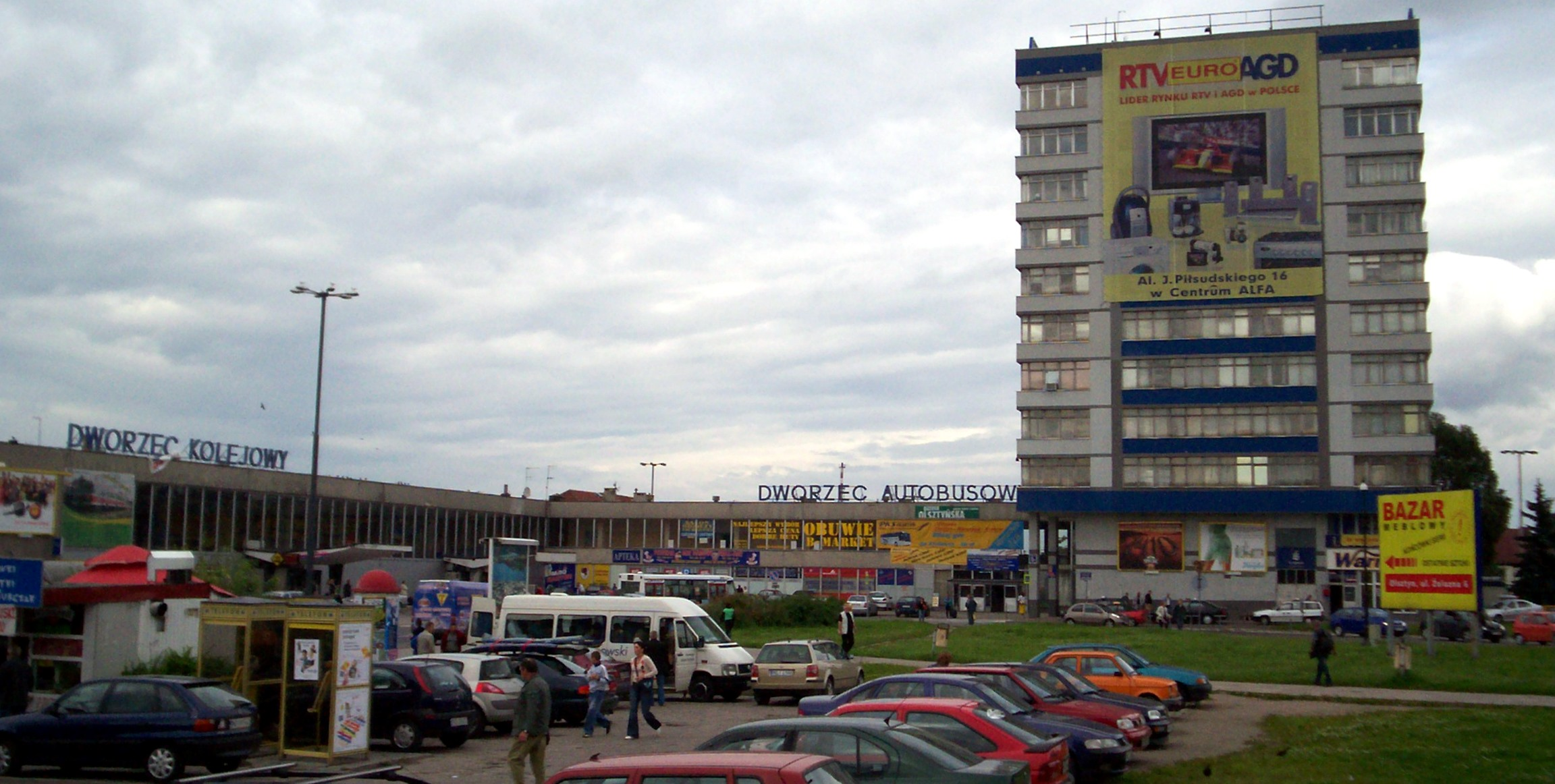
Dawna siedziba Związku Zawodowego Maszynistów Kolejowych w Olsztynie (1990-1991)

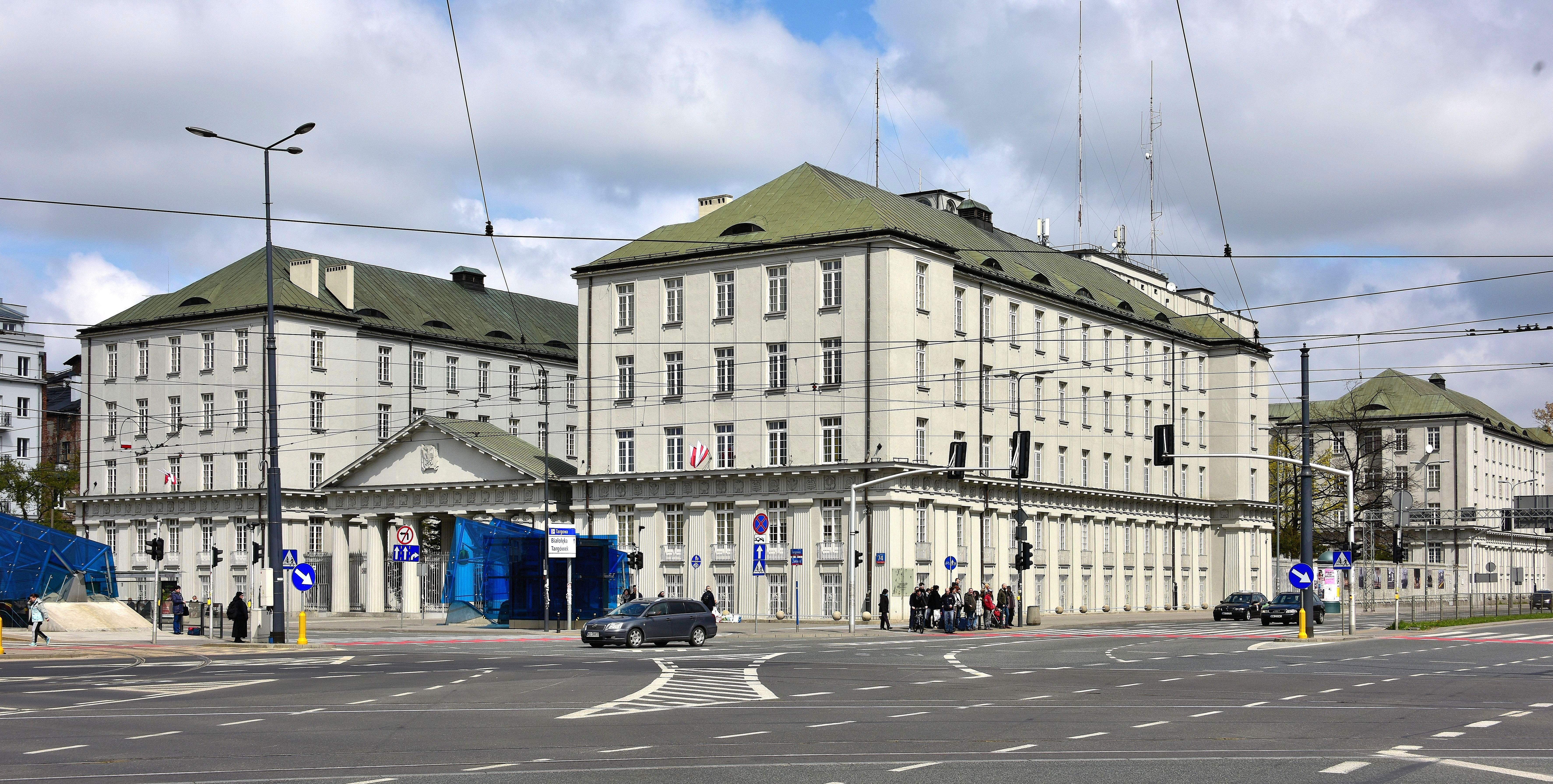
Dawna siedziba Związku Zawodowego Maszynistów Kolejowych przy ul. Targowej (1991-2005), w budynku spółki PKP Polskie Linie Kolejowe

Związek Zawodowy Maszynistów Kolejowych w Polsce – związek zawodowy zrzeszający pracowników następujących spółek grupy PKP S.A.:
- PKP Cargo S.A., Warszawa
- PKP Intercity S.A., Warszawa
- PKP Linia Hutnicza Szerokotorowa Sp. z o.o., Zamość
- PKP Szybka Kolej Miejska w Trójmieście Sp. z o.o., Gdynia

oraz spółek które wystąpiły z grupy PKP:
- Przewozy Regionalne Sp. z o.o., Warszawa
- Koleje Mazowieckie, Warszawa

## Historia
Związek wyodrębnił się ze struktur Związku Zawodowego Kolejarzy. W okresie międzywojennym współpracował z kierownictwem ruchu politycznego Narodowej Demokracji, jak też był zrzeszony w Związku Stowarzyszeń Zawodowych (1929-1934), w Centralnej Komisji Porozumiewawczej Związków Zawodowych Pracowników Państwowych (C.K.P.) oraz w Międzynarodowej Federacji Transportowców w Amsterdamie (1929-1934). Ówcześnie był określany jako organizacja prorządowa. Od 1992 jest członkiem Europejskiej Federacji Maszynistów (Autonomen Lokomotivführer-Gewerkschaften Europas – ALE), od 2010 z siedzibą w Madrycie. Od 2006 funkcję jej wiceprezydenta pełni Leszek Miętek. Związek jest też jednym z członków założycieli Konfederacji Kolejowych Związków Zawodowych, z siedzibą w Warszawie, która przystąpiła do Ogólnopolskiego Porozumienia Związków Zawodowych, w którym Leszek Miętek pełni funkcję członka Prezydium.
Przed wyborami parlamentarnymi w 2005 związek zawarł porozumienie wyborcze z Samoobroną RP.

## Liczba członków
- 1921 – 2974 osób
- 1929 – 9263
- 1930 – 9274
- 1931 – 10 000
- 1934 – 5000
- 1936 – 6174
- 1939 – 10 000
- 1990 – ponad 15 000
- 2009 – 10 000

## Chronologia wydarzeń
- marzec 1919-1939 – okres działalności związku w okresie międzywojennym
- 1947 – rozwiązanie związku
- w latach osiemdziesiątych powstała na Górnym Śląsku inicjatywa wznowienia jego działalności pn Autonomiczny Związek Zawodowy Maszynistów
- w 1987 – w Olsztynie inicjatywa powołania stowarzyszenia, które działało by na rzecz obrony interesów maszynistów
- 7 lipca 1989 – w Warszawie spotkanie założycielskie Związku Zawodowego Maszynistów Kolejowych w Polsce
- 13 października 1989 – rejestracja związku
- 5–6 kwietnia 1990 – pierwszy zjazd związku w Gdańsku-Stogach
- 21 października 2019 – w Warszawie obchody 100-lecia ZZM[4]

## Prezydenci związku
- 1920-1921 – Bronisław Daniszewski (1869-1926)[5]
- 1921 – Karol (?) Chruścicki
- 1921-1924 – Jan Żurakowski
- 1924-1927 – Julian Majlich (1878–1944)[6]
- 1927-1936 – Piotr Borkowski
- 1936-1939 – Wacław Siadak
- 1989-1995 – Jan Zaborowski (1959-)
- 1995-1997 – Józef Smólski
- 1997-2001 – Jan Zaborowski
- 2001-2005 – Kazimierz Gontarczyk (1951-)
- od 2005 – Leszek Miętek (1963-)

## Media
Od 1920 organem prasowym związku było pismo pt Maszynista, mieś. (1920-1926, 1932-1939), dwutyg. (1926-1931), z redakcją do 1922 w Krakowie, a następnie w Warszawie. W okresie międzywojennym ukazywała się też mieś. Technika Parowozowa. Od 2001 organem jest periodyk pt Głos Maszynisty z siedzibą redakcji w Warszawie, od 2005 mies.

## Siedziba
- pierwsza siedziba mieściła się w Krakowie przy ul. św. Tomasza 33
- kolejna, w Warszawie przy ul. Świętokrzyskiej 25 (-1926)[8]
- w 1926 biura centrali przeniesiono do tzw. domu związkowego w Warszawie na ul. Chmielną 9 (2100 m²), gdzie mieściła się m.in. biblioteka związkowa oraz kinoteatr Palace; obecnie siedziba Stronnictwa Demokratycznego, klubu Muza oraz szkoły policealnej, własność hipoteczna ZZMK
- wybudowano siedziby związku, m.in. w Gdyni (w 1935 Dom ZZM, ul. Szczecińska 12a)[9], Lwowie (w 1929 Dom ZZM, ul. Zadwórzańska 47, obecnie ul. Antonowycza (вул. Антоновича)), Nowym Sączu
- 1989-1990 – pierwsza siedziba odrodzonego związku mieściła się w Gdyni przy ul. Jana z Kolna 3
- 1990-1991 – w Olsztynie przy pl. Konstytucji 3 Maja 2a
- 1991-2005 – w Warszawie, przy ul. Targowej 74, w kompleksie budynków – przed wojną: b. Dyrekcji Kolei Państwowych, po wojnie: najpierw Dyrekcji Okręgowej Kolei Państwowych, następnie Centralnej Dyrekcji Okręgowej Kolei Państwowych, zaś obecnie jednej ze spółek kolejowych: PKP Polskie Linie Kolejowe, nieopodal dworca Warszawa Wileńska
- od 2006 – w Warszawie przy ul. Grójeckiej 17, nieopodal przystanku PKP Warszawa Ochota w budynku wybudowanym w 1949, mieszczącym m.in. PKP Cargo S.A. i Urząd Dzielnicy Warszawa-Ochota; przez lata mieściła się tu również m.in. dyrekcja Polskich Linii Lotniczych LOT, Zjednoczenie Państwowej Komunikacji Samochodowej, Zjednoczenie Zakładów Naprawczych Taboru Kolejowego, redakcja Nowych Sygnałów, Dyrekcja Zakupów i Sprzedaży Ferpol, oraz PKP Intercity S.A. i ówczesne PKP Przewozy Regionalne.
- 18 marca 2010 związek zakupił działkę 734 m² wraz z trzypiętrowym budynkiem mieszkalnym z 1935 w Warszawie-Ursusie przy ul. Wojciechowskiego 7.